# Polder

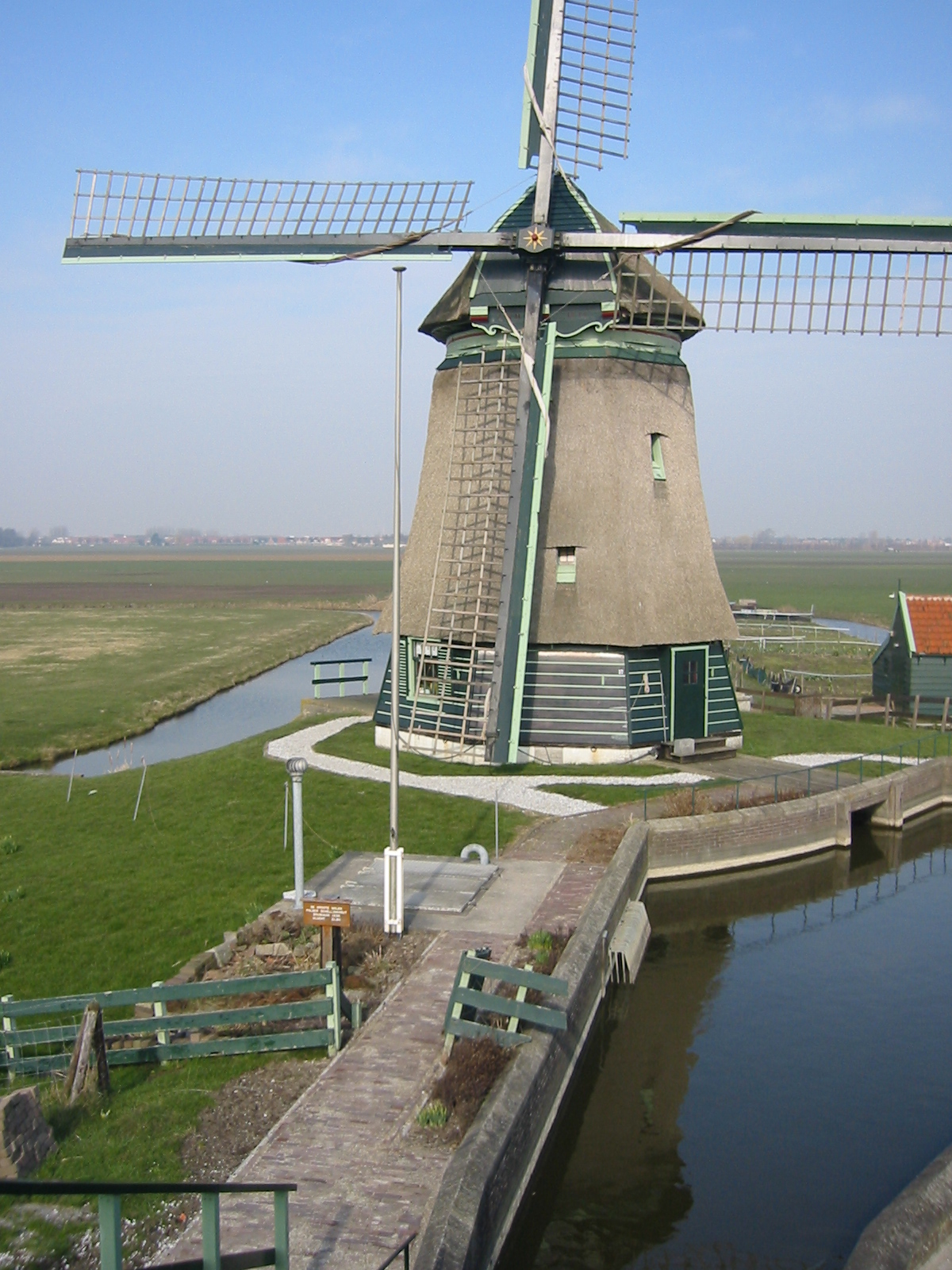
Een voorbeeld van een poldermolen. De waterstand is aan de voorkant van de molen anders dan aan de achterkant van de molen.

 Een polder is een relatief laaggelegen, door de mens permanent drooggelegd stuk land dat door een of meer waterkeringen wordt omgeven en waarvan de waterstand kunstmatig wordt geregeld. Een polder wordt beschouwd als een waterstaatkundige eenheid; het heeft geen verbinding met het buitenwater, behalve via waterbouwkundige kunstwerken.

## Etymologie
Het woord 'polder' is afgeleid van het Middelnederlandse woord polre, dat afkomstig is van het Oudnederlandse woord polra. De oorspronkelijke betekenis was "verhoging van aangeslibd land" en is onder andere verwant met de woorden "(uit)puilen" en "poel". De term 'polder' is overgenomen in 36 talen, waaronder ook het Engels.

## Poldertypen

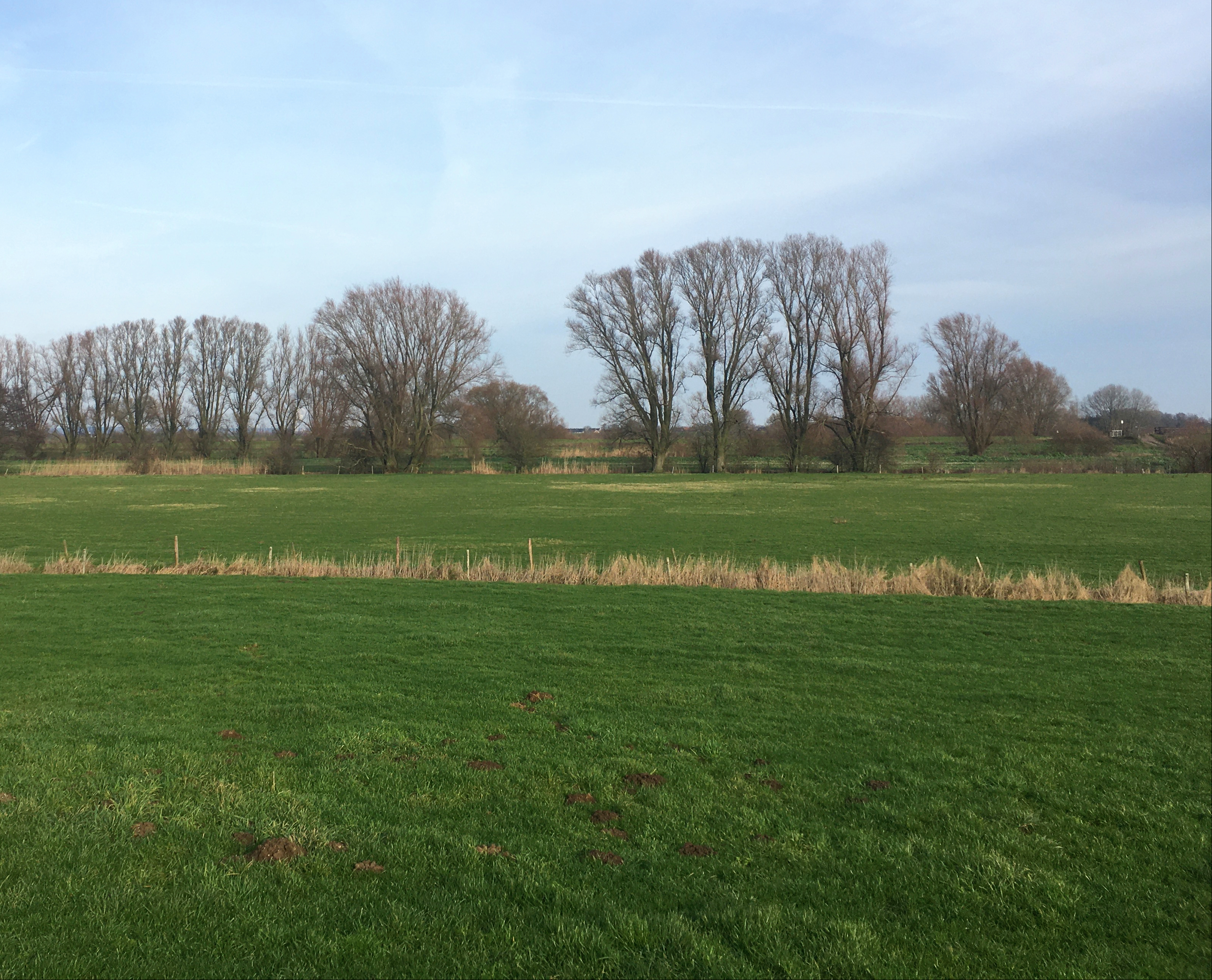
De Angerense polder nabij de Nederrijn: een voorbeeld van een rivierpolder.

Polders kunnen ingedeeld worden bij verschillende typen polderlandschappen. In de onderstaande opsomming staan verschillende soorten polders. Deze zijn hoofdzakelijk gedifferentieerd op basis van hun landschappelijke geschiedenis, bodemsamenstelling, hydrologische toestand en de (huidige) wijze van landschapsbeheer.
- Jonge zeekleipolders: ontstaan door het indijken van zee-inbraken en/of nieuwe landaanwas
- Oude zeekleipolders: ontstaan door bedijking van bewoonde kweldergebieden
- Rivierpolders (soms rivierkleipolders of waarden genoemd): een ingedijkt gebied in het rivierlandschap
- Jonge droogmakerijen (soms Zuiderzeepolders genoemd): ontstaan door droogmaling van een (toenmalig) stuk (binnen)zee
- Oude diepe droogmakerijen: ontstaan door het droogmalen van veenplassen of 'meren' (deze polders hebben nu veelal een zeekleibodem, maar zandbodems komen in mindere mate ook voor)
- Laagveenpolders (veelal veenweidegebied): een ontgonnen veengebied dat door inklinking zo ver onder NAP is gezakt dat bedijking en bestendige (kunstmatige) afwatering in dit gebied noodzakelijk is

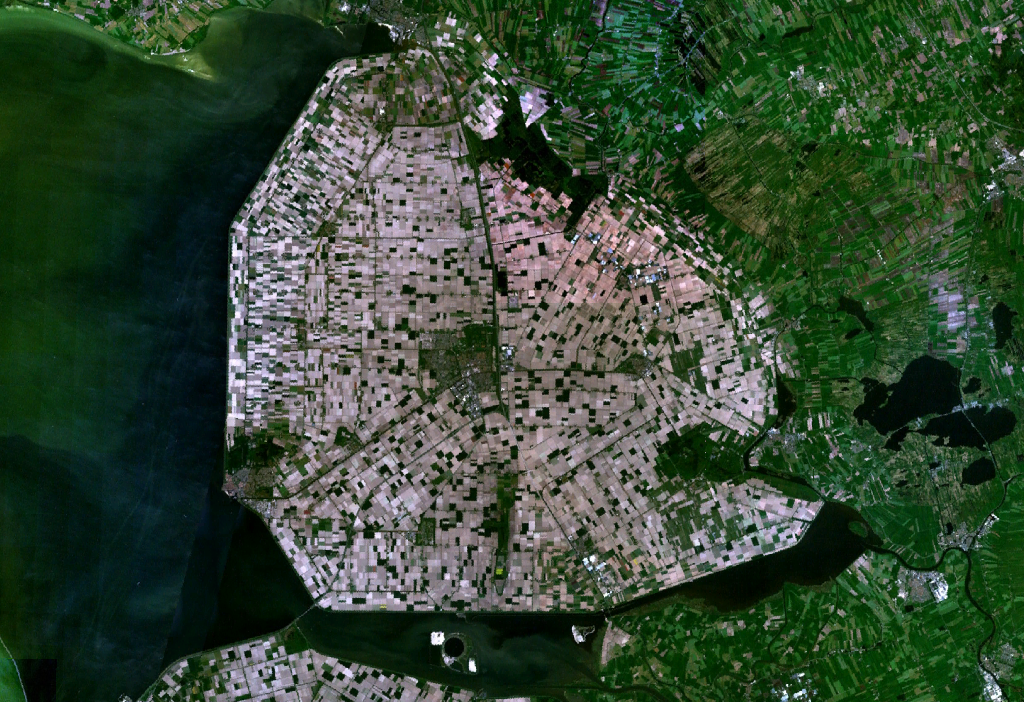
Een satellietfoto van de Noordoostpolder: een voorbeeld van een jonge droogmakerij.

 De verschillende soorten polderlandschappen kunnen ruwweg worden ingedeeld in twee hoofdcategorieën. De eerste categorie van polderlandschappen bevat de bemalen, ingedijkte stukken land van een (voormalig) getijdengebied langs een kust of rivier, maar ook de drooggemalen ingedijkte stukken land van een voormalige (binnen)zee, zoals in Flevoland. Door de indijking van getijdengebieden (gebieden die periodiek droogvallen) kan het terrein permanent drooggemaakt worden ten behoeve van de in cultuur name van de grond. Aan de kust zijn dit zee-inbraken, kwelders of stukken nieuwe landaanwas. Langs een rivier betreft dit meestal een deel van een riviervlakte of uiterwaard.

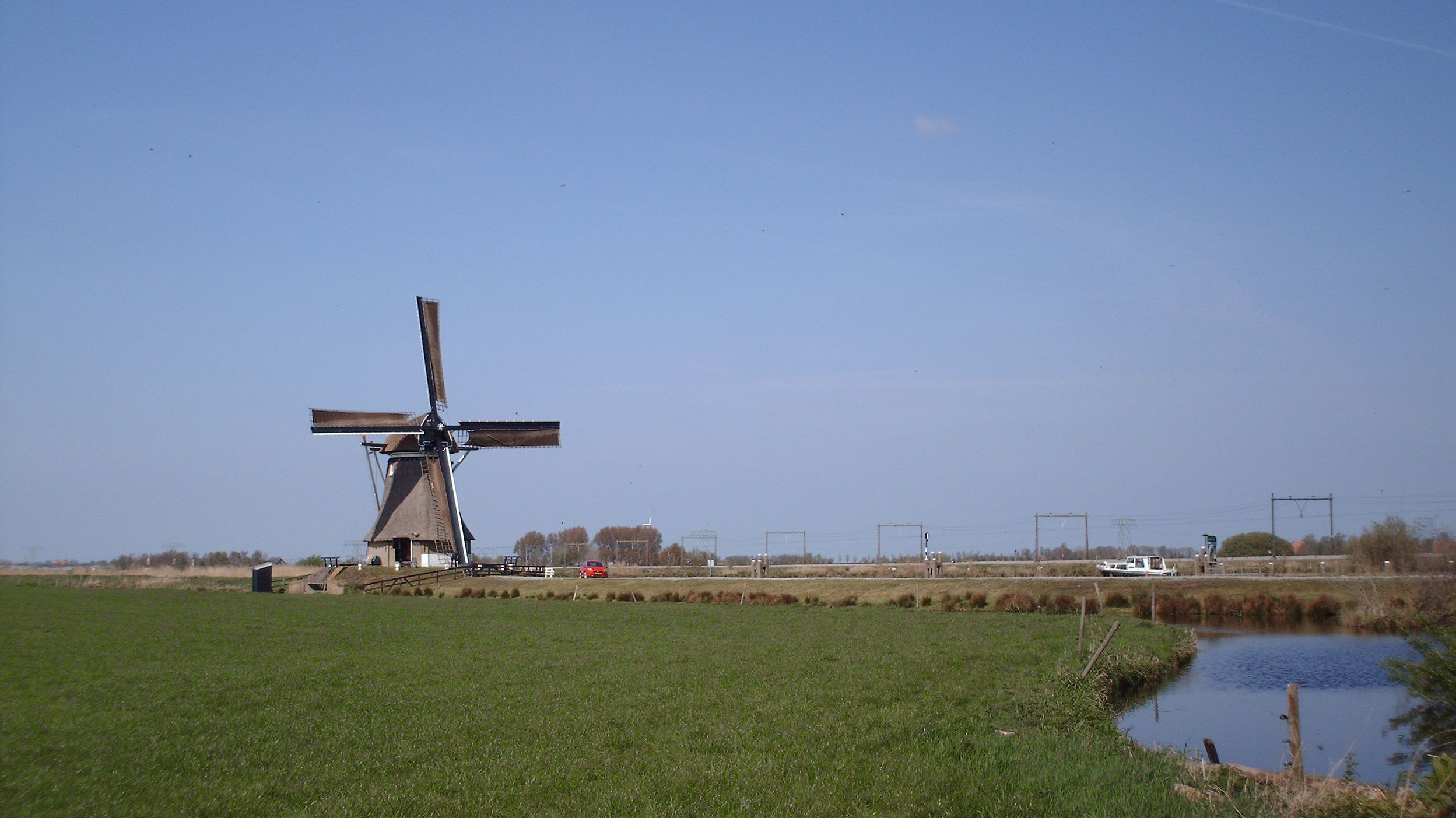
Het landschap in een laagveenpolder met veenweidegebied in De Haskerveenpolder.

 De tweede categorie polderlandschappen zijn de verveningspolders. Deze liggen vooral in het westen van Nederland. Verveningspolders zijn ontstaan in ontgonnen (voormalige) veengebieden. In het merendeel van de ontgonnen veengebieden zijn door de grootschalige winning van turf grote 'meren' ontstaan: veenplassen. Later zijn deze veenplassen drooggelegd door middel van inpoldering, waardoor de oude diepe droogmakerijen ontstonden. Een bekend voorbeeld hiervan is de Haarlemmermeer. In bemalen veengebieden waar de bodem nog steeds uit een aanzienlijk horizont (of horizonten) met laagveen bestaat dat dicht aan de oppervlakte ligt, spreekt men vaak van een laagveenpolder. Dit poldertype onderscheidt zich dan ook voornamelijk van de oude diepe droogmakerijen op basis van de bodemsamenstelling. In de laagveenpolders liggen vaak veenweidegebieden.

## Waterbeheer
Het voornaamste aspect van het waterbeheer in polders is het regelen van het peil. Dit gebeurt hoofdzakelijk via waterbouwkundige kunstwerken, zoals poldermolens, gemalen, spuisluizen, inlaten en stuwen.
Door de meeste polders lopen relatief veel gegraven watergangen, waaronder vooral veel (hein)sloten die in verbinding staan met een hoofdwatergang. In laagveenpolders zijn in het bijzonder veel weteringen gegraven. Voor de afwatering is het belangrijk dat het polderwater in sloten en/of weteringen goed kan blijven doorstromen. Hiervoor is het van belang dat deze watergangen niet gaan dichtslibben, of via successie van de vegetatie gaan dichtgroeien of verlanden. Ten behoeve van de waarborging van de effectiviteit van de watergangen wordt er doorgaans twee keer per jaar geschouwd door het desbetreffende waterschap. Eigenaren van land dat grenst aan sloten of weteringen worden vaak verplicht om hun helft van de watergang met inbegrip van het oevertalud zelf te (laten) onderhouden.

## Polders in Nederland

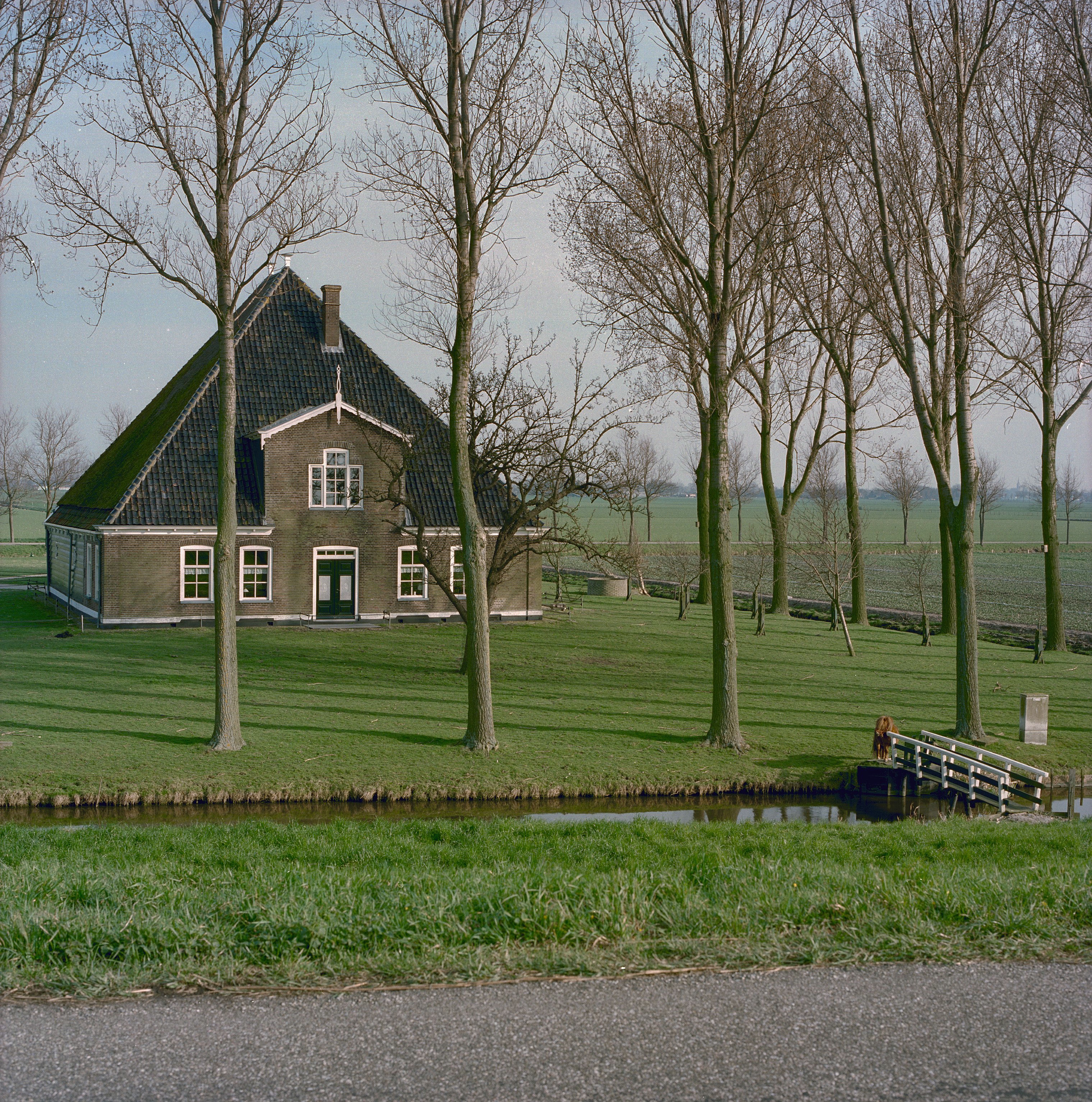
Een karakteristieke boerderij met een rijksmonumentenstatus in de Beemster: een oude droogmakerij in Noord-Holland. Tevens zijn rijen met aangeplante populieren te zien; dit is een veelvoorkomend lijnvormig landschapselement in polders.

Nederland telt ongeveer 4000 polders. De helft van het polderoppervlak van Europa ligt in Nederland. Bijna heel West-Nederland (met uitzondering van de duinen en de eilanden) en een groot deel van Friesland en Groningen bestaat uit polderland. In Noord- en Zuid-Holland betreft dit het hele gebied tussen Den Helder en de Nieuwe Waterweg. Dit is geen land dat is drooggelegd uit de zee, maar veenland dat oorspronkelijk enkele meters boven zeeniveau lag. Rond 800 à 1000 n.Chr. is men het veen gaan ontginnen. Dat bracht drainage en ontwatering van het veen met zich mee; levend hoogveen in opgezwollen toestand bestaat bovendien voor 90% uit water. Door ontwatering verloor het veen dus een groot deel van zijn volume, en klonk daardoor flink in. Hierdoor trad een aanzienlijke daling van het veenoppervlak op. Bovendien kwam het veen (dat uit afgestorven plantenresten bestaat) door de verlaging van de waterstand ten behoeve van de akkerbouw goed in contact met de lucht. Daardoor oxideerde het veen voor zover gelegen boven de grondwaterspiegel. Dit droeg in belangrijke mate bij aan de daling van het veenoppervlak. Door inklinking en oxidatie is het veenoppervlak in de periode tussen 1000 en 1200 AD gedaald tot het niveau van gemiddeld hoogwater op de Zuiderzee. Bedijking van het veenland werd toen noodzakelijk. Achter de dijken ging de bodemdaling door en werd bemaling noodzakelijk om het overtollige water te kunnen lozen. De opgetreden bodemdaling is er de oorzaak van dat de bodem van West-Nederland nu enkele meters beneden zeeniveau ligt. In het Hollandse veengebied zijn enkele grote 'meren' ontstaan. Deze meren zijn in de 17e eeuw (maar ook daarna) drooggemalen. Voorbeelden van dergelijke oude droogmakerijen zijn de Schermer en de Beemster (beide in de 17e eeuw) en de Haarlemmermeer (in de 19e eeuw). Voorts heeft in Noord-Holland landaanwinning plaatsgevonden door de inpoldering van land boven de lijn Schagen-Medemblik, dat in de periode van de 12e eeuw t/m de 14e eeuw prooi was geworden van de uitbreidende Zuiderzee. De oudste droogmakerij is de Achtermeer (1533), nu gelegen in de bebouwde kom van Alkmaar. Een andere oude droogmakerij is het Bildt (1505) in Friesland, wat voor die tijd deel uitmaakte van de Middelzee. 
In het gebied ten zuiden van de Nieuwe Waterweg is de Noordzee vanaf 500 v.Chr. via riviermondingen binnengedrongen in het veenlandschap, en heeft daar het getijdengebied (doorsneden door geulen) doen ontstaan dat we nu nog kennen. Dit gebeurde in fasen. Het veen is door de binnendringende zee bedekt geraakt met een laag zeeklei van ongeveer 1 meter dik. In de geulen is het veen weggeslagen. Delen van het getijdengebied slibden op tot boven gemiddeld hoogwater, en kwamen min of meer permanent droog te liggen (kwelders). Na bewoning in de Romeinse tijd vond er in de 9e eeuw bewoning in het getijdengebied plaats op kunstmatig verhoogde ringwalburgen: onder andere ter plaatse van Burgh, Oost-Souburg en Middelburg.

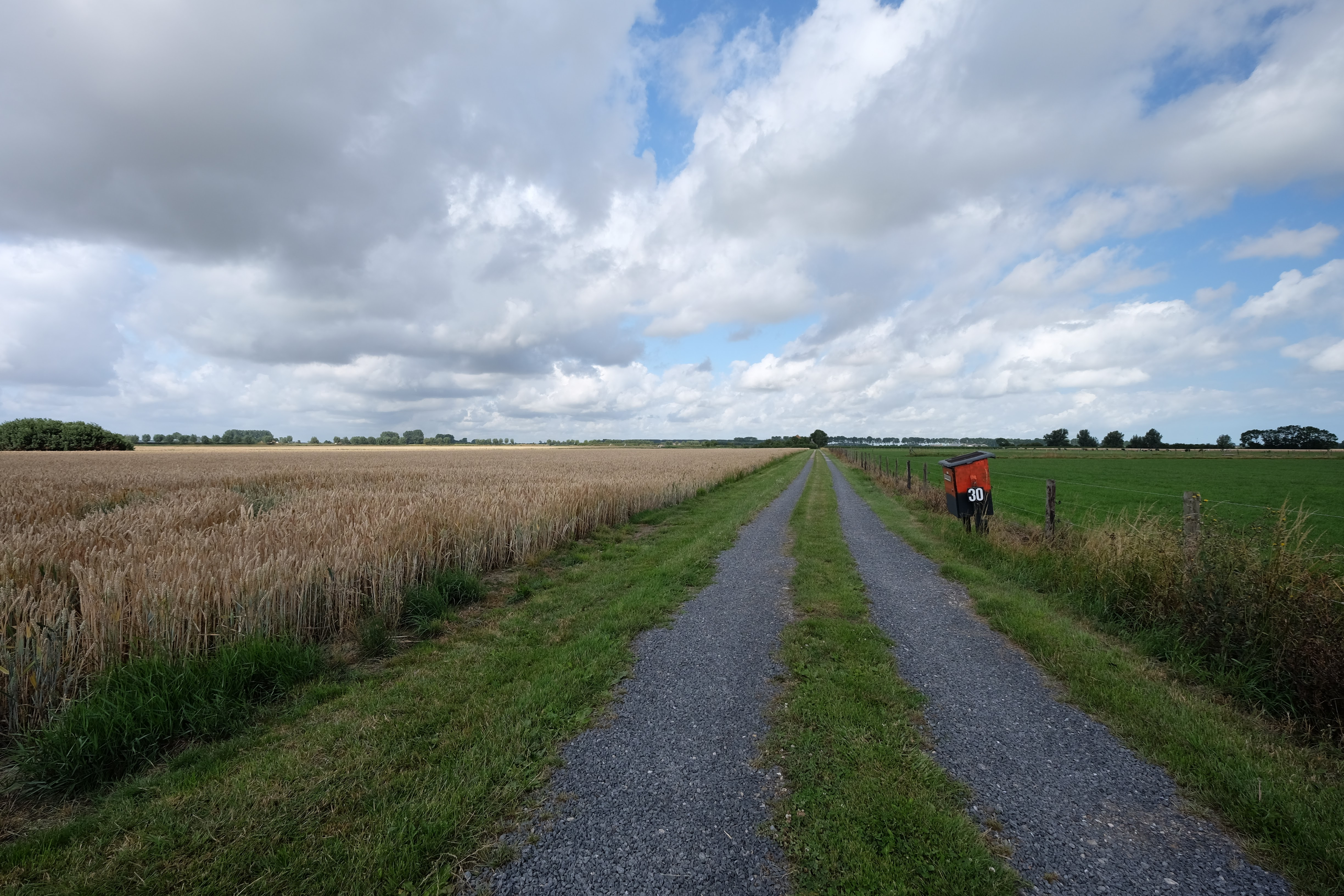
Zicht over de Nieuwe Groedsche Polder: een voorbeeld van een zeekleipolder.

In de 12e eeuw begon men met de systematische bedijking van enkele grotere kweldercomplexen. De oudste dijken omsloten en beschermden het zogenaamde Oud- en Middelland van Zeeland. Walcheren, Beveland en Schouwen behoren daartoe. Vanaf het jaar 1200 werden vervolgens droogvallende buitendijkse gronden bedijkt en toegevoegd aan het Oud- en Middelland. Dat was het Nieuwland: bestaande uit de zogenaamde op- en aanwaspolders. Het veen onder de kleilaag in het getijdengebied bevatte een aanzienlijk percentage zeezout. Het is daarom in de late middeleeuwen op grote schaal afgegraven voor de winning van het zout. Dit wordt aangeduid als 'darinckdelven', 'moernering' of 'selnering'. Het heeft geleid tot een oppervlakteverlaging van rond de 1 meter. Dit bracht de bedijkte gebieden in gevaar. Het verder afgraven van het veen werd daarom in de 13e eeuw verboden. Toch is het nog tot in de 16e eeuw doorgegaan. Het Oudland ligt nu lager dan -1 m, het Middelland op -1 tot +0,5 m, en het Nieuwland op +0,5 tot +1,5 m NAP. In Zeeland is veel land weer verloren gegaan door dijkdoorbraken en andere overstromingen. Zo kent men 117 bekende verdronken dorpen in Zeeland, maar er zijn er ondertussen al meer dan 200 ontdekt.

## In andere landen

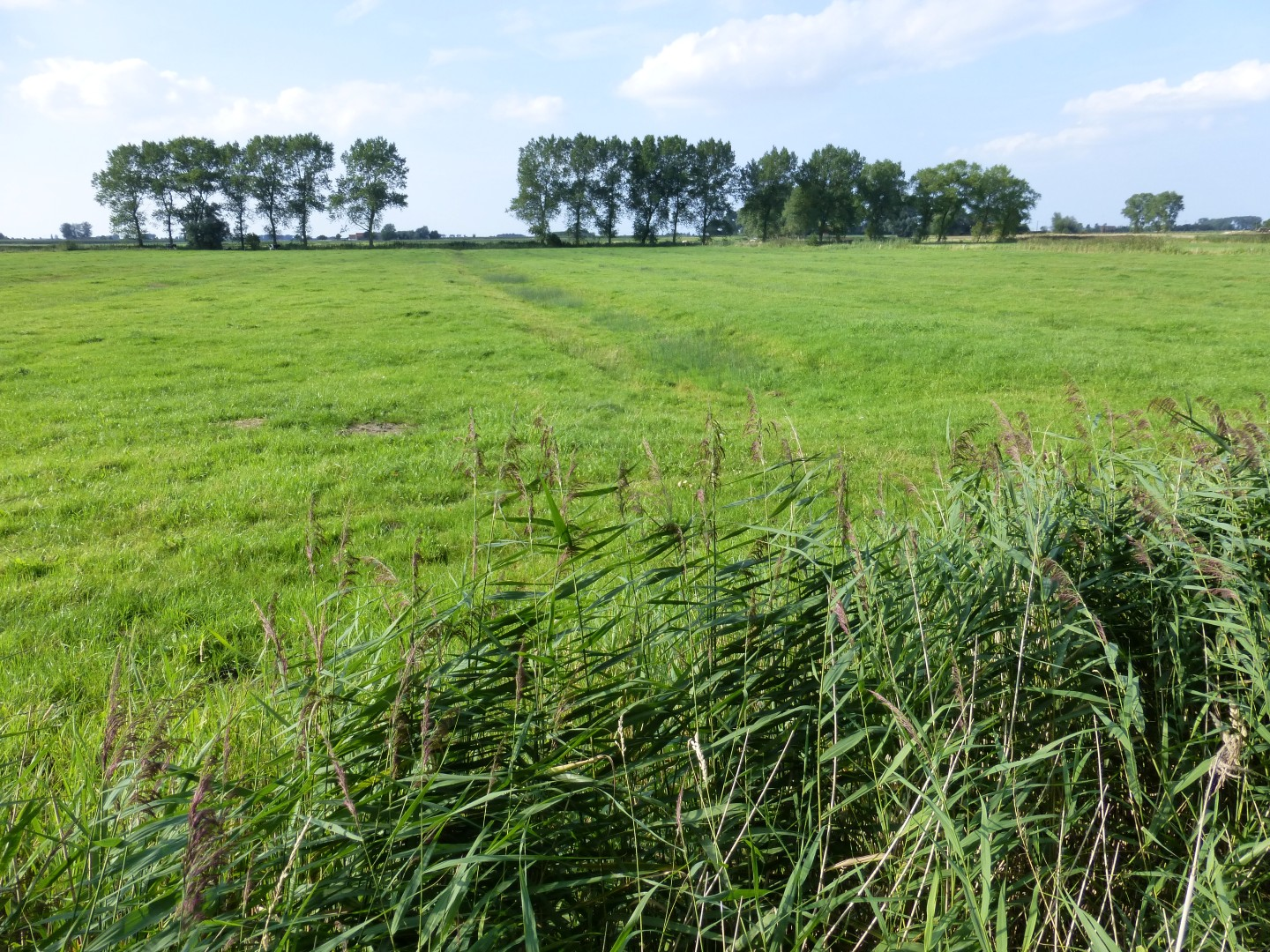
Hooilandcomplex in de Meetkerkse Moeren: een polder in West-Vlaanderen.

#### België
In Vlaanderen wordt de term 'polder' ook gebruikt om het openbaar bestuursorgaan aan te duiden dat belast is met de waterhuishouding in een poldergebied (in Nederland zijn de polderschappen bij de naoorlogse schaalvergroting opgegaan in waterschappen of heemraadschappen). De streek De Polders strekt zich in West-Vlaanderen uit over het achterland van de Belgische Kust van Noord-Frankrijk tot Zeeuws-Vlaanderen, en over het noorden van de provincie Oost-Vlaanderen en de rechteroever van de Schelde in de provincie Antwerpen.

#### Duitsland
Het meeste Nederlandse polderland wordt in Duitsland vaak bestempeld als een onderdeel van de Nordseemarschen: het bedijkte zeekleilandschap langs de Noordzeekust. Bedijkt polderland in het algemeen wordt in Duitsland zelf veelal als Marsch betiteld. Andere Duitse synoniemen voor een polder kunnen zijn: Koog, Heller en Groden.

#### Suriname
In Suriname en Guyana bestaan grote delen van de in cultuur gebrachte kustvlakte uit polders. Oorspronkelijk waren dit relatief kleinschalige plantages van enkele vierkante kilometers. Deze lagen onder het vloedniveau van de oceaan, ze werden vaak niet direct als polder benoemd, maar kenden elk wel hun eigen regularisatie van water, door middel van dijken, dammen en sluizen. Later zijn op grotere schaal poldergebieden ontwikkeld, voorbeelden zijn de Oostelijke Polders en Westelijke Polders in het district Nickerie waar op grote schaal aan rijstcultivatie wordt gedaan.

## Afbeeldingen

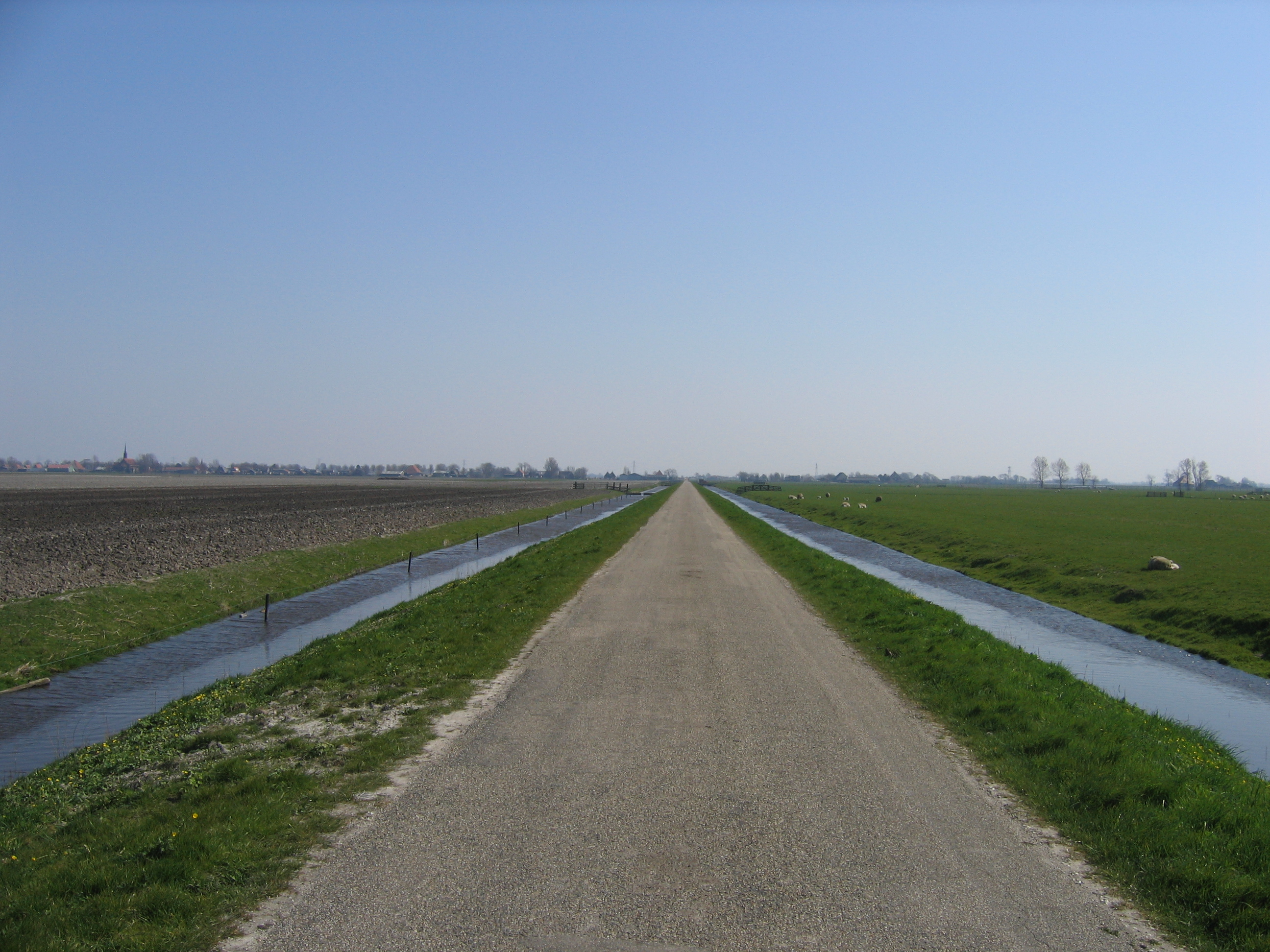
Plat en strak land in de Droogmakerij Schermer
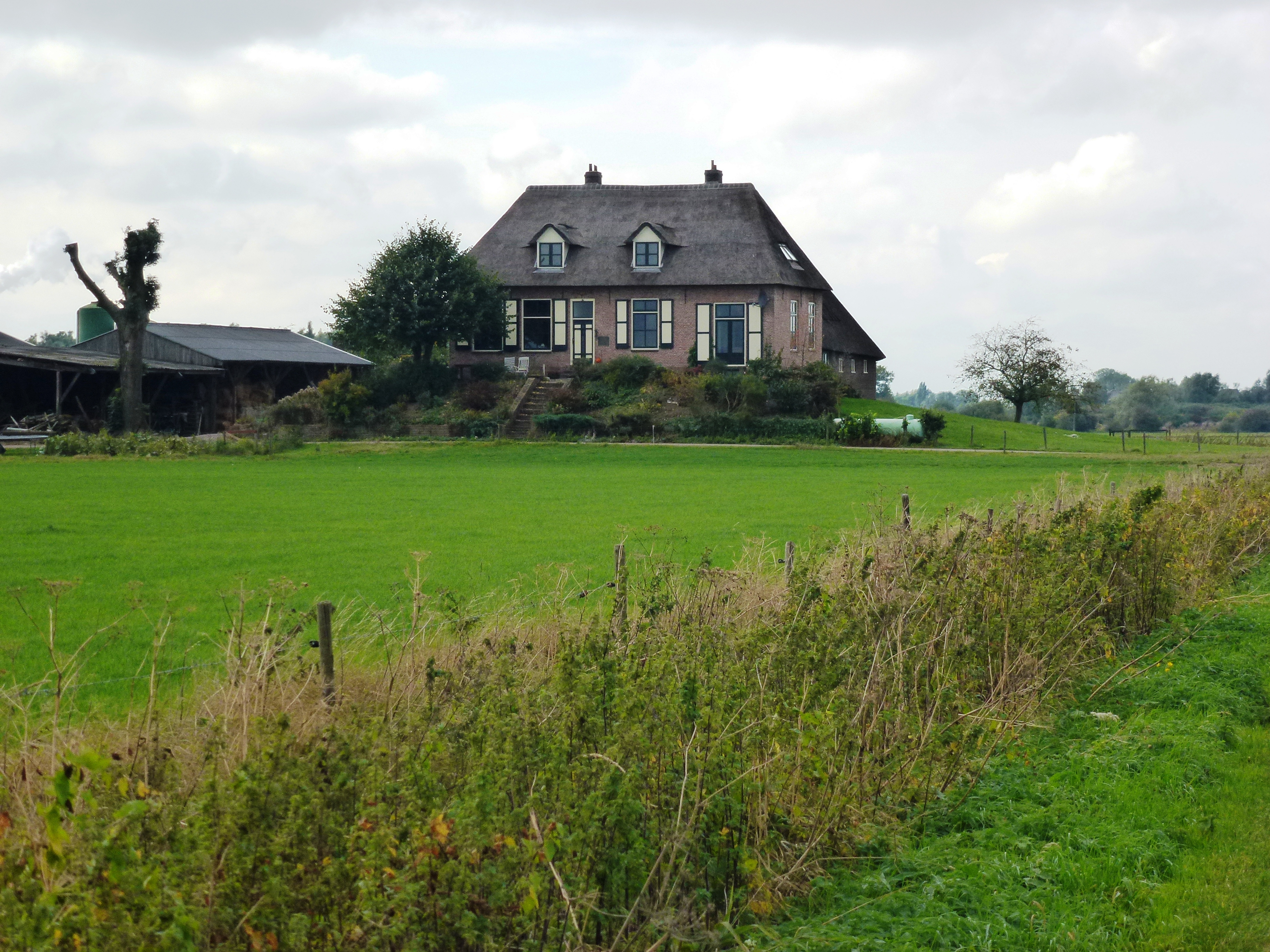
Oude boerderij op een terp in de Ooijpolder
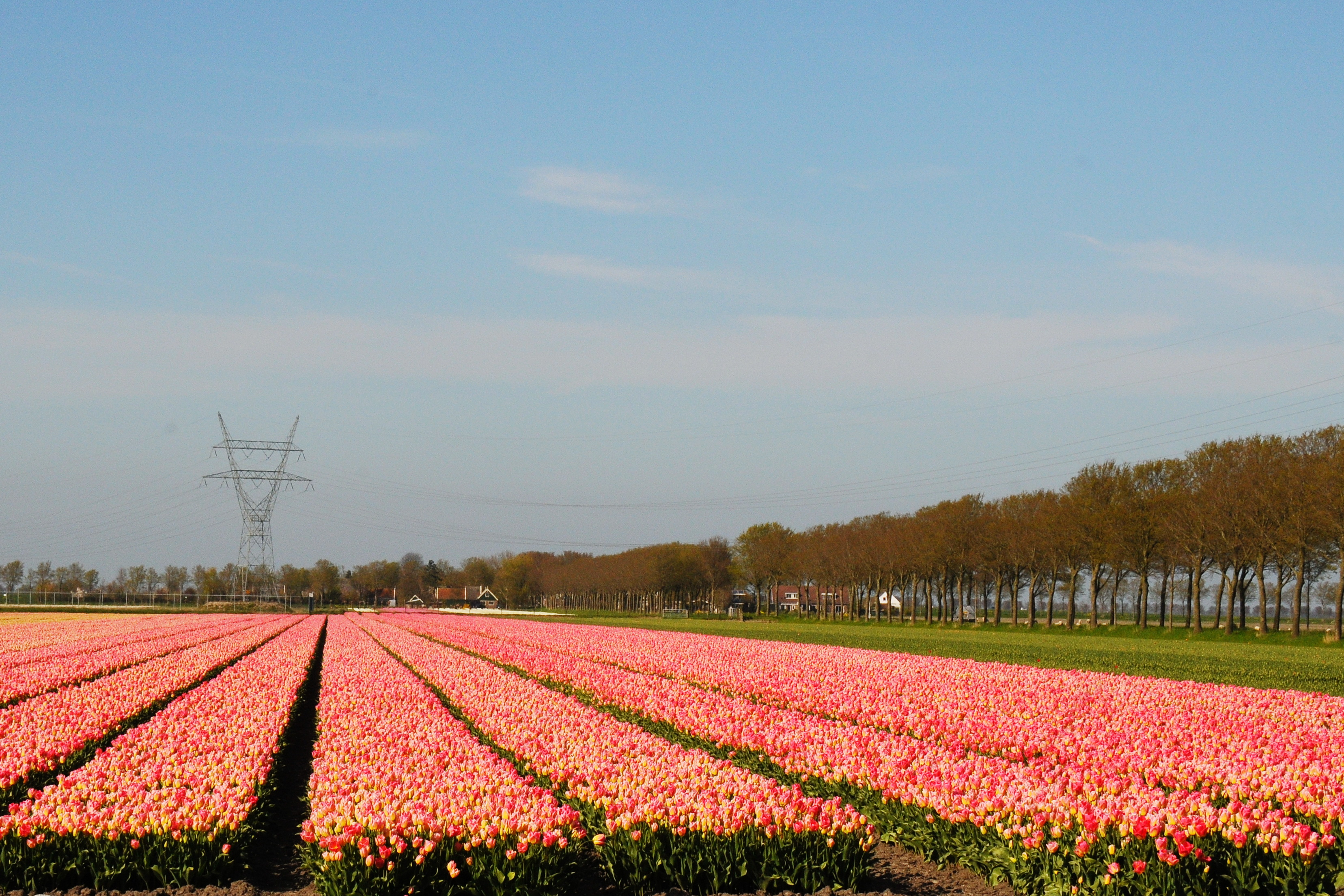
Eikenlaan en tulpenveld in de Beemster
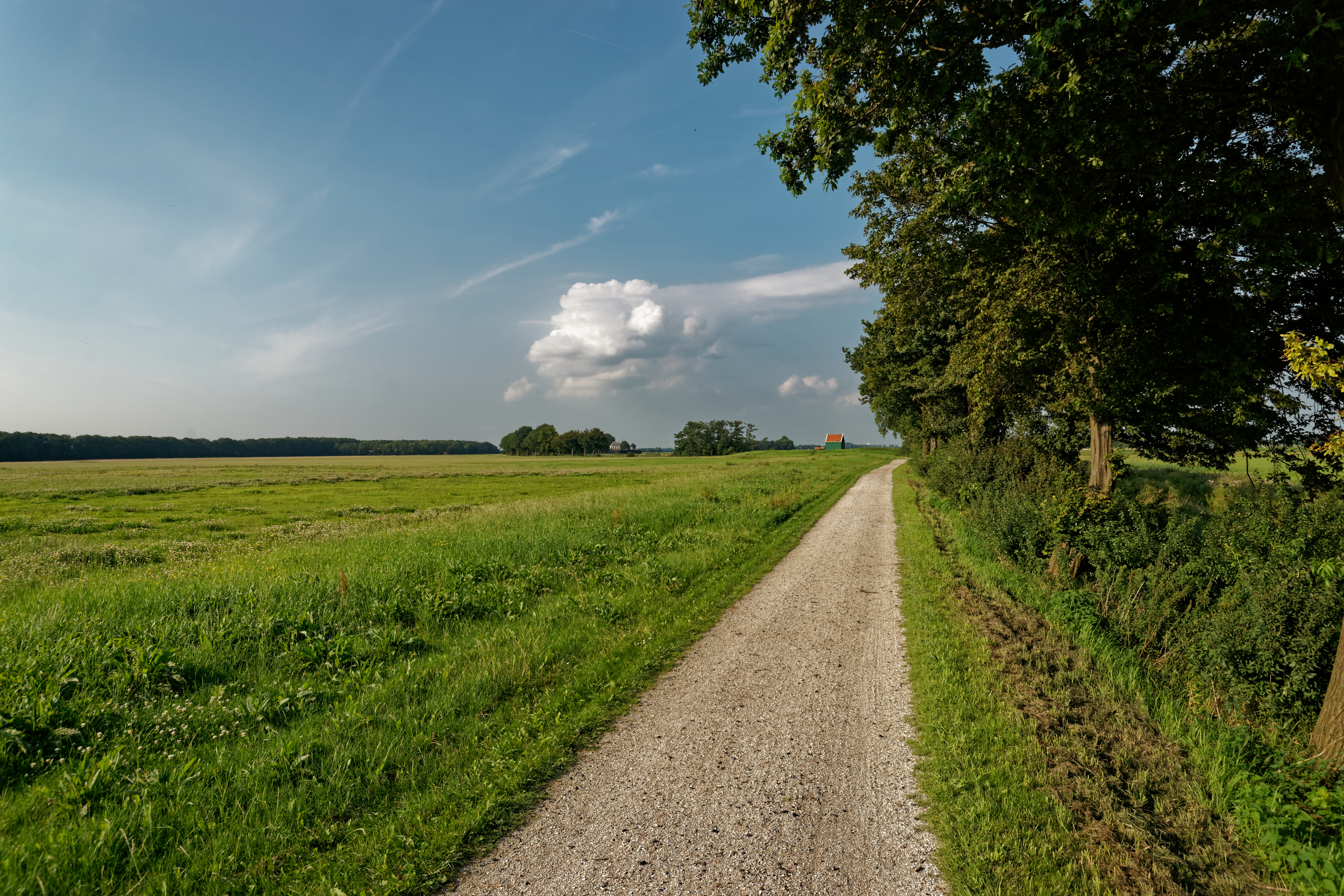
Het platte landschap in de Noordoostpolder
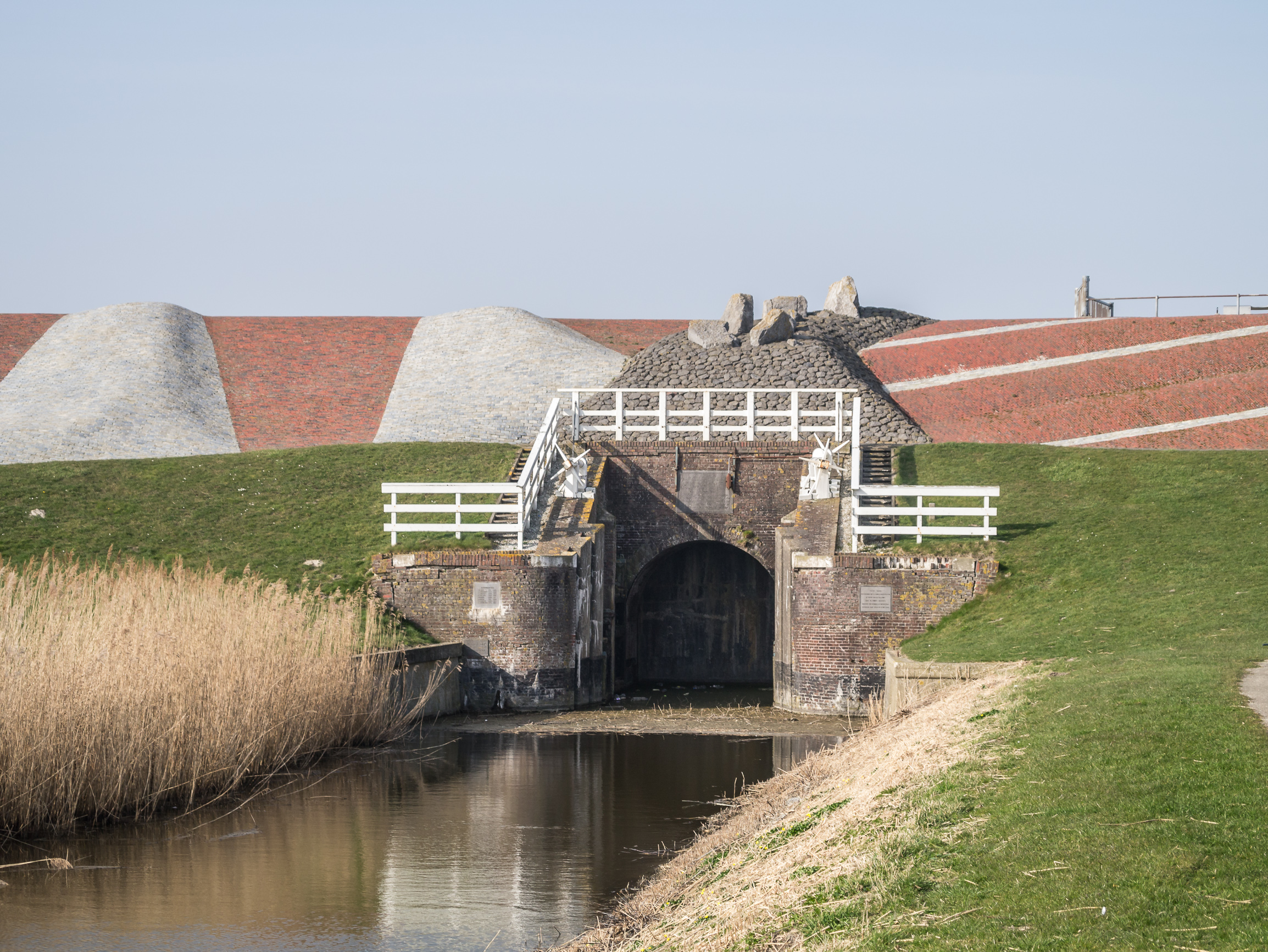
Een spuisluis in de Groningse Noordpolder
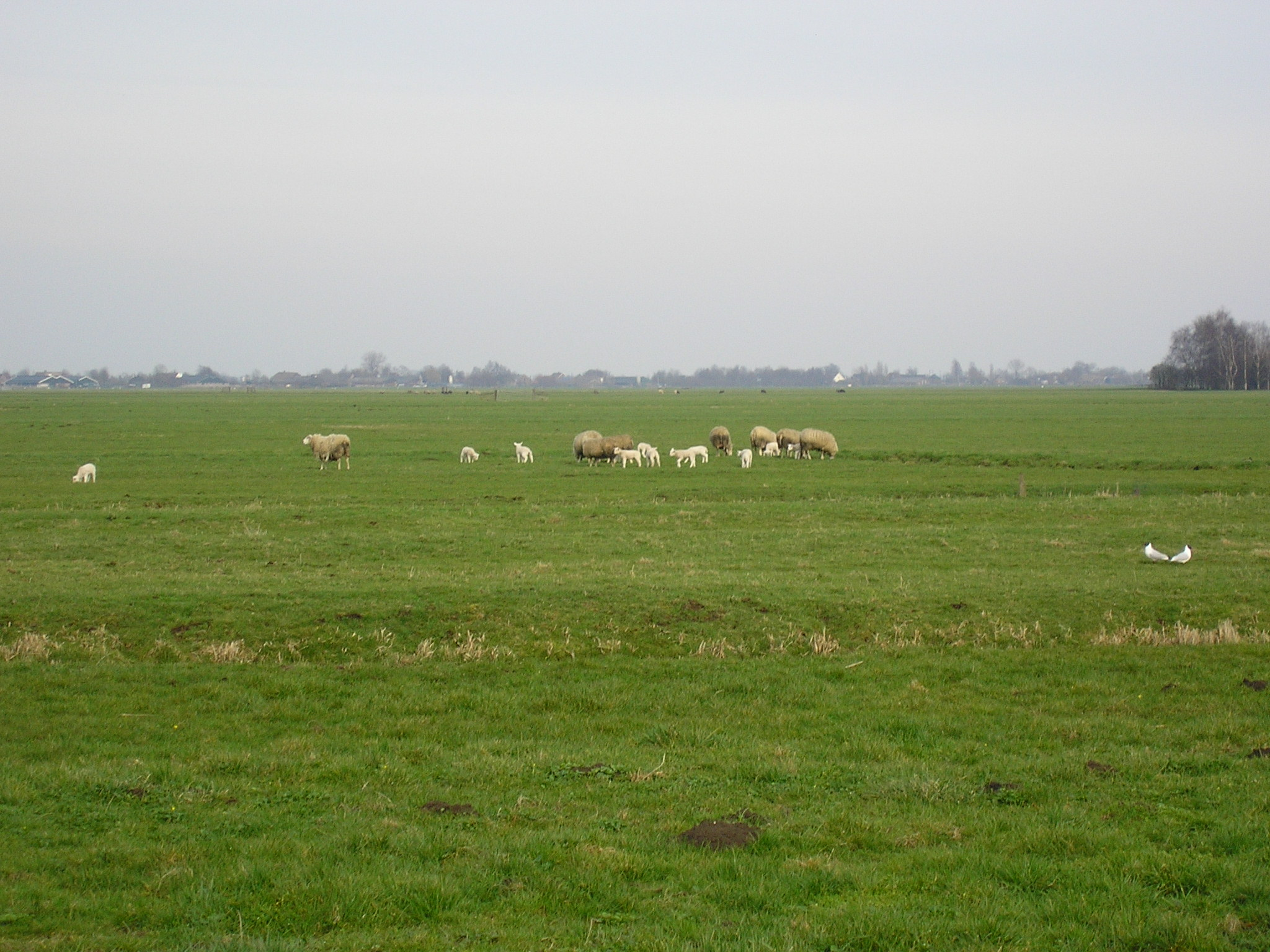
Polderlandschap bij Vlist in de Krimpenerwaard
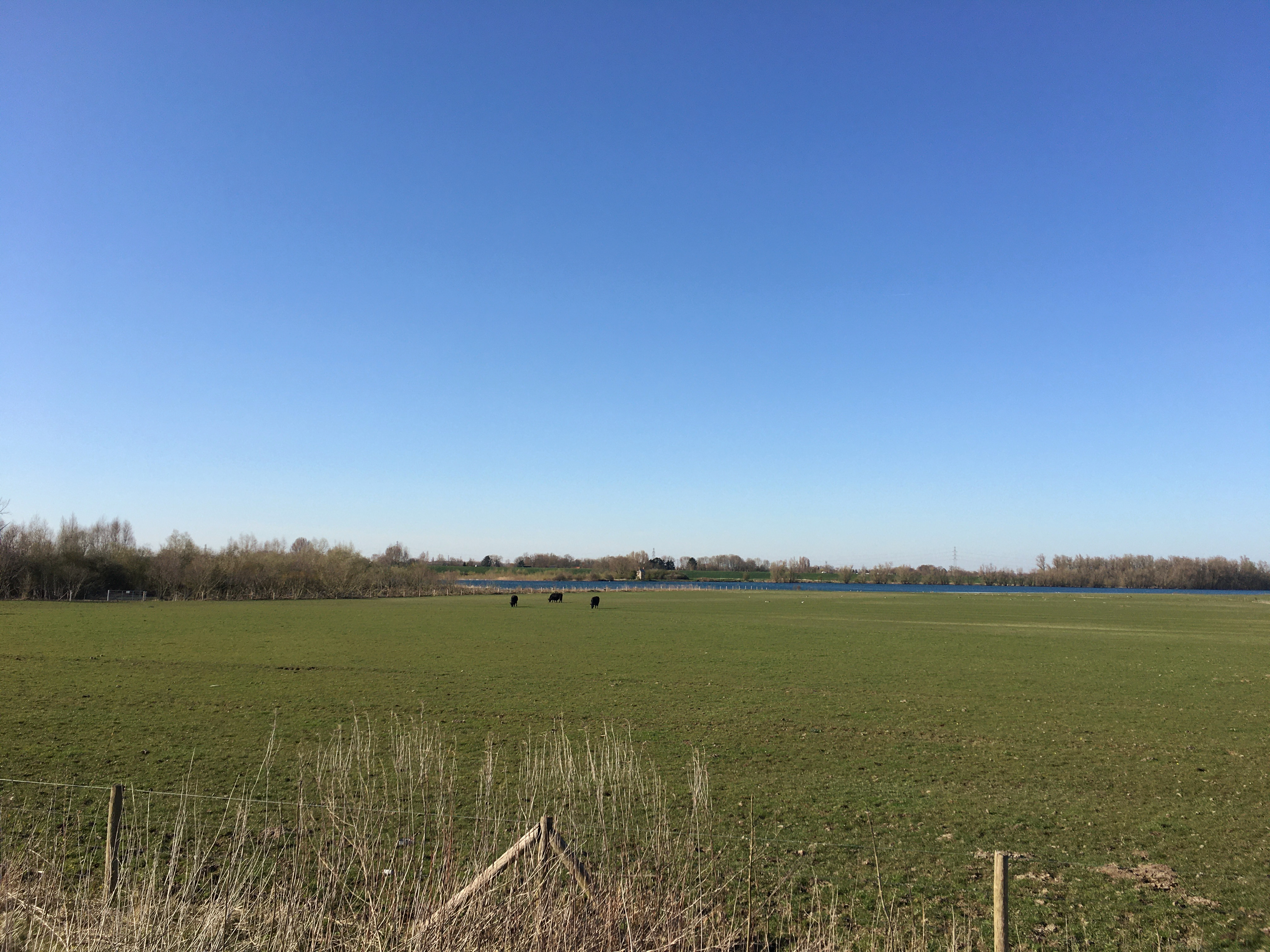
De Bemmelse polder (een rivierkleipolder)
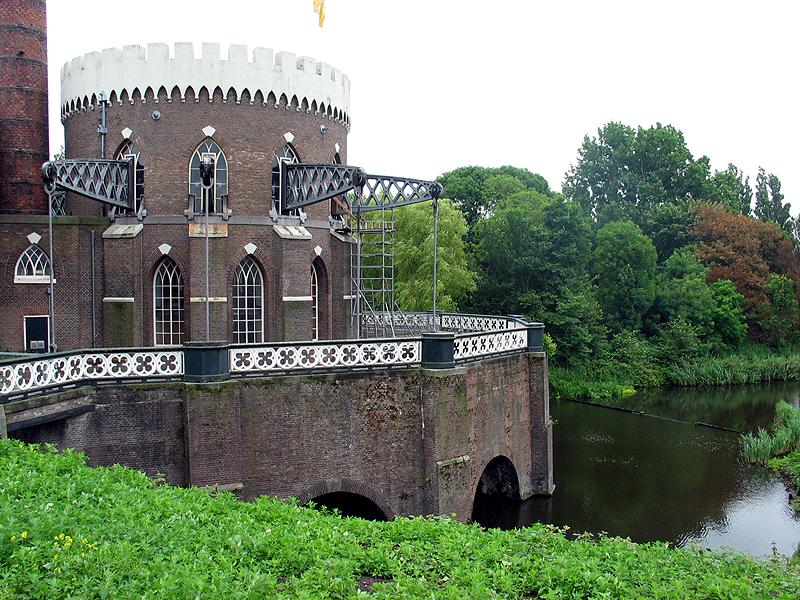
Gemaal De Cruquius in de Haarlemmermeer
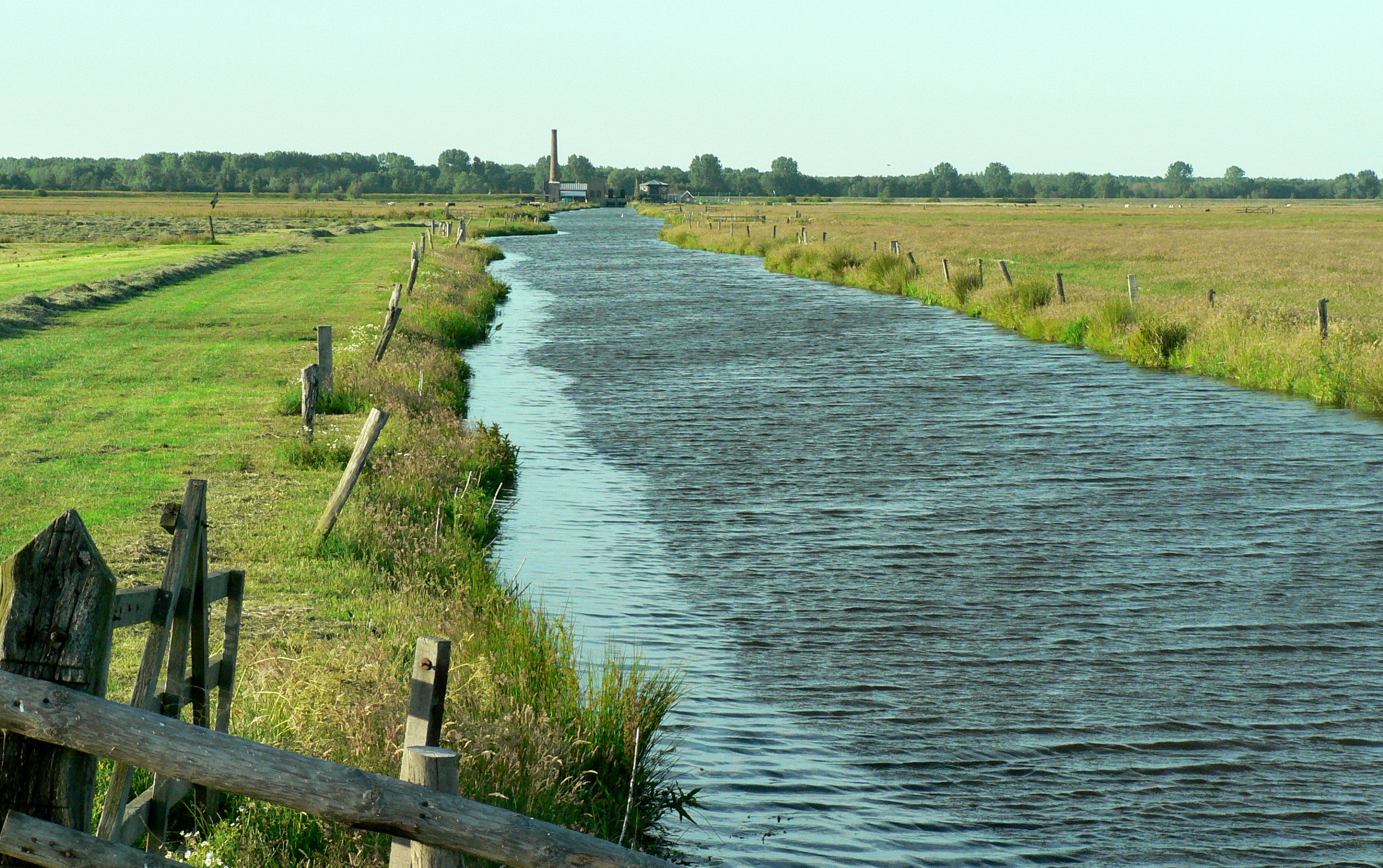
Polder Arkemheen (geen ruilverkaveling verricht)
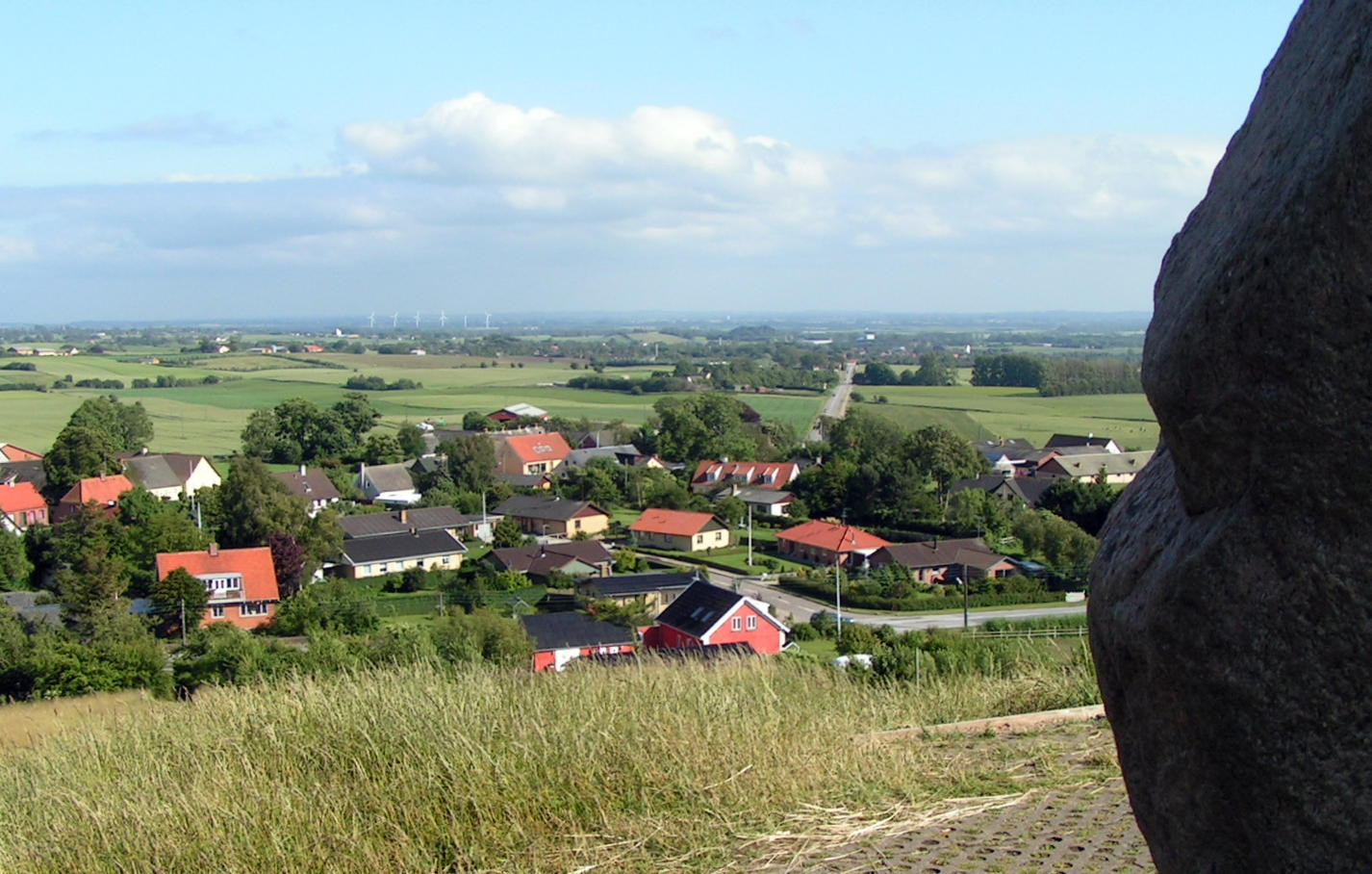
De Deense Lammefjord (jonge droogmakerij)
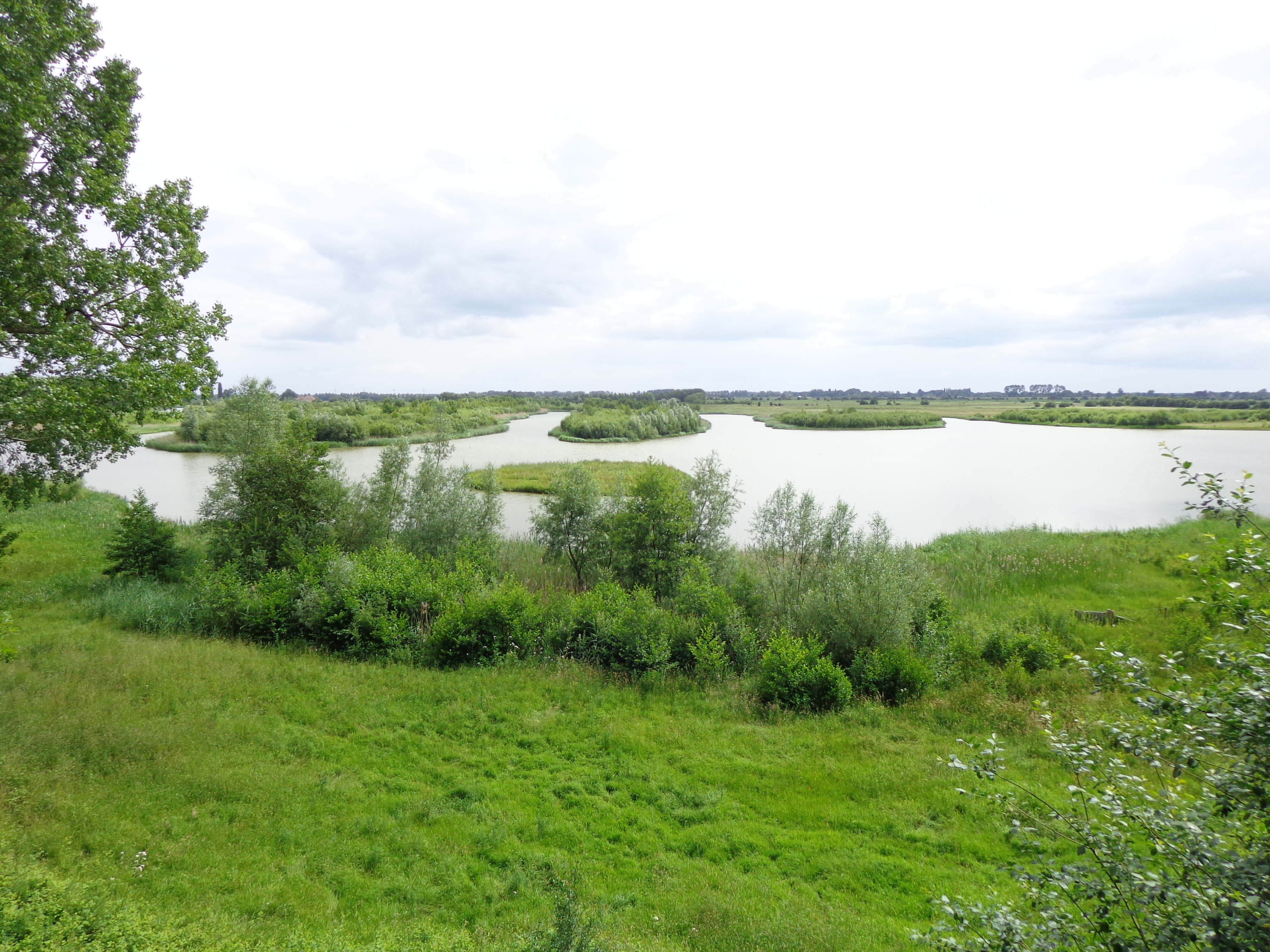
Amerongse Bovenpolder (nabij de Nederrijn)
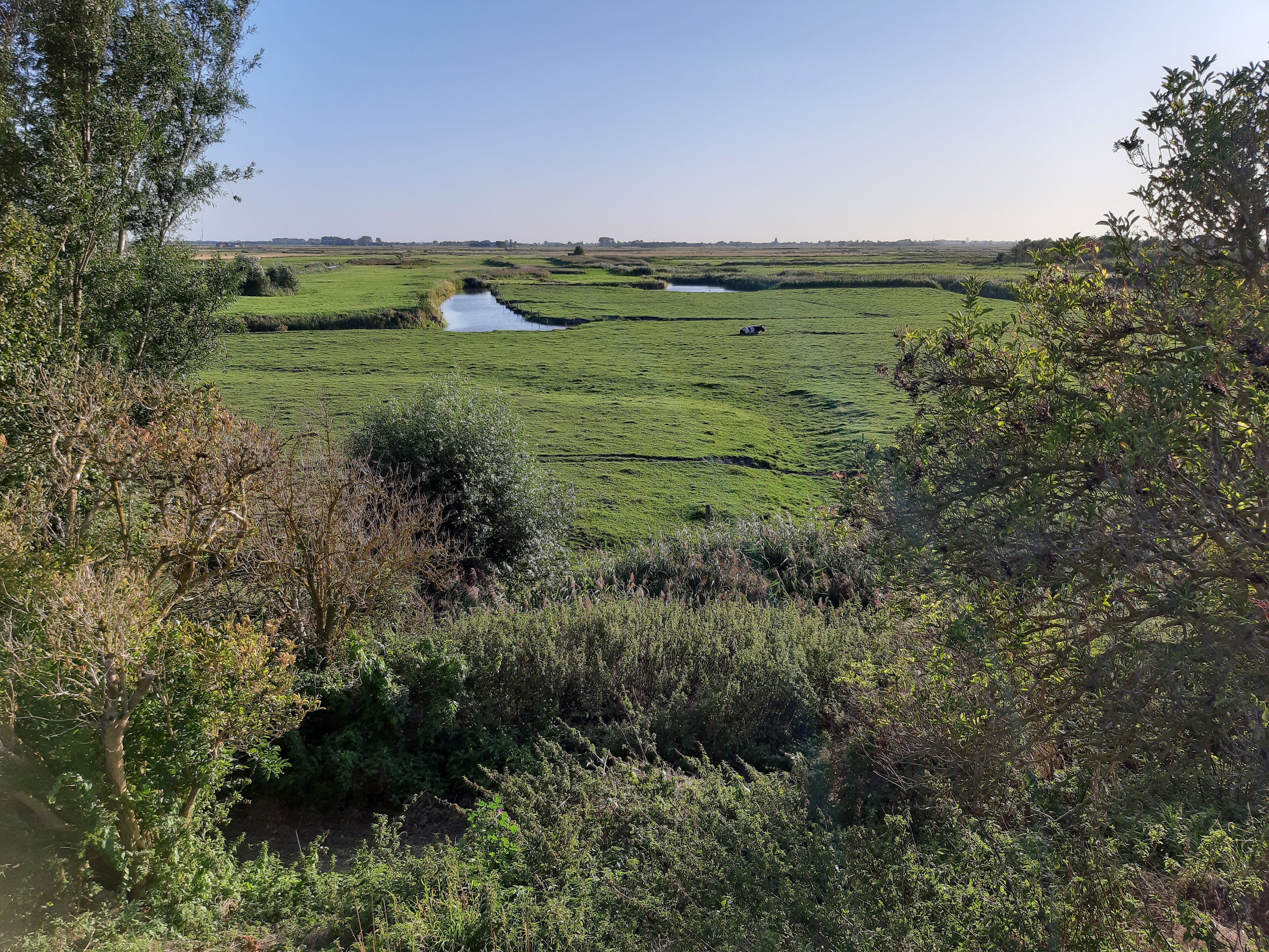
Landschappelijk beeld van de Uitkerkse Polder
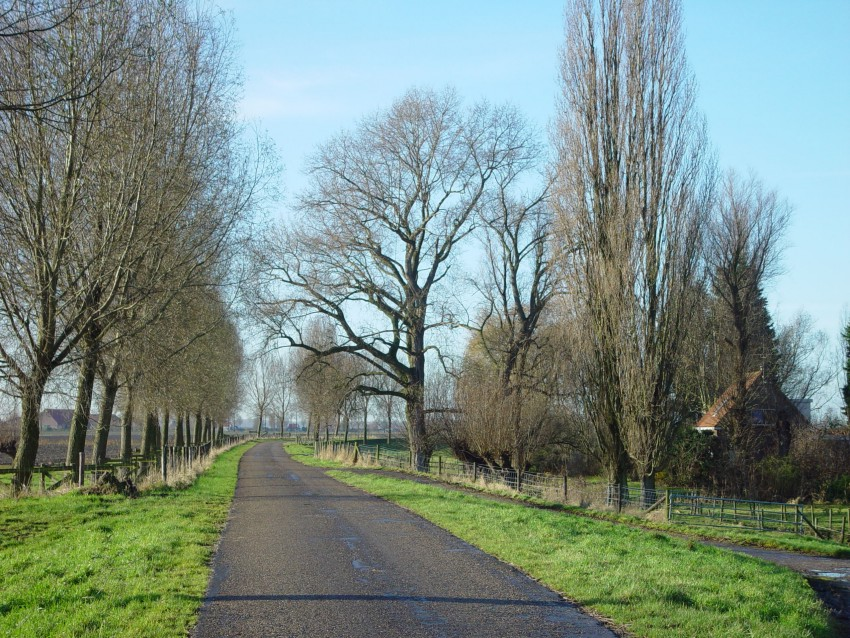
Polderlandschap in de omstreken van Strijen
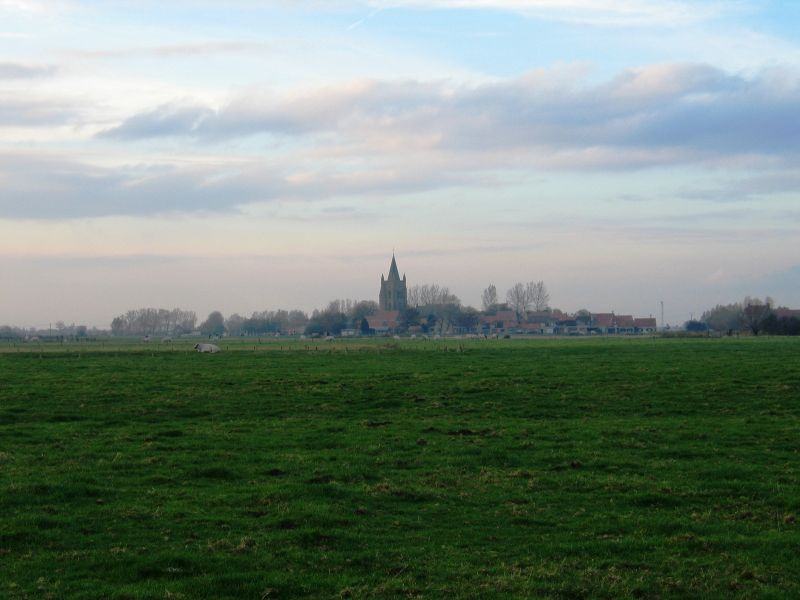
West-Vlaams polderlandschap nabij Lampernisse